# سیارک ۱۴۵۷۰۹
سیارک ۱۴۵۷۰۹ (به انگلیسی: 145709 Rocknowar، نامگذاری:1981SK9) صد و چهل و پنج هزار و هفتصد و نهمین سیارک کشف شده‌است که در ۲۸ سپتامبر ۱۹۸۱ کشف شد.